# Quergebänderte Berg-Klapperschlange
Die Quergebänderte Berg-Klapperschlange (Crotalus transversus) ist eine Art der Klapperschlangen (Crotalus) innerhalb der Vipern (Viperidae). Ihre Verbreitung beschränkt sich auf ein kleines Gebirgsareal in der Nähe von Mexiko-Stadt. Bislang wurden nur etwa 20 Individuen dieser Art identifiziert.

## Merkmale
Die Quergebänderte Berg-Klapperschlange ist eine sehr kleine Klapperschlange mit einer Körperlänge von maximal etwa 50 Zentimetern, wobei das längste bisher aufgefundene Individuum 46,5 Zentimeter lang war. Sie hat eine graue bis orangegraue Grundfärbung mit arttypisch schmalen braunen bis schwarzen Querstreifen auf dem Rücken, die sich gegenüber der Grundfarbe abheben. Vom Auge zieht sich ein braunes Schläfenband zu den Mundwinkeln.

## Verbreitung und Lebensraum

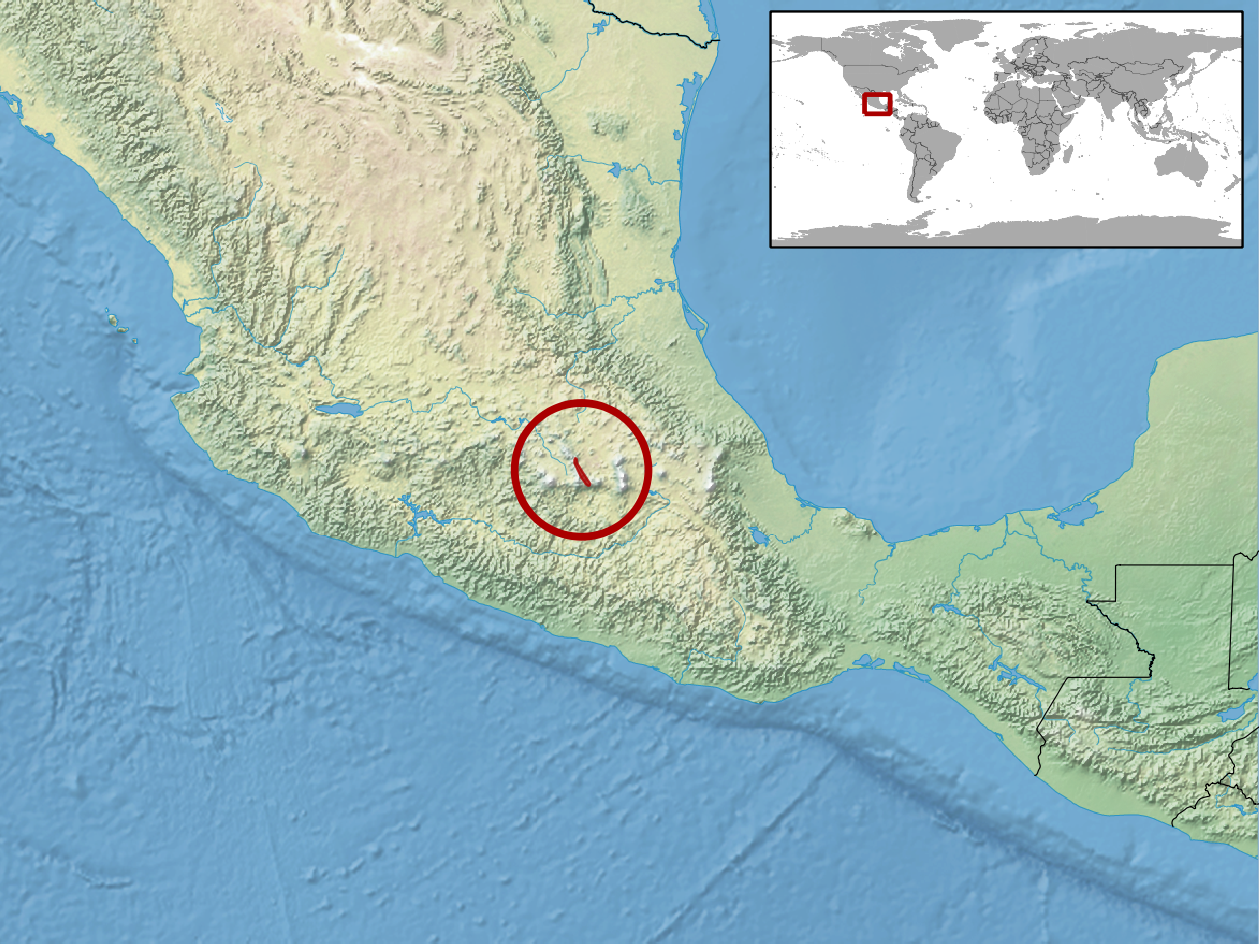
Verbreitungsgebiet

Das Verbreitungsgebiet der Schlange umfasst lediglich ein kleines Gebirgsareal in der Nähe von Mexiko-Stadt, wo sie in Höhen von über 2900 Metern vorkommt. Dort hält sie sich in kühlen, lichten Wäldern zwischen Steinen auf.

## Schlangengift
Über die spezifische Wirkung und Zusammensetzung des Giftes dieser Art gibt es keine Angaben.

## Gefährdung und Schutz
Die Quergebänderte Berg-Klapperschlange wird in der Roten Liste der IUCN als nicht gefährdet (least concern) eingestuft. Die Population der Schlange wird als stabil eingeschätzt und in ihrem sehr kleinen Verbreitungsgebiet kommt sie in hinreichenden Individuenzahlen vor.

## Belege

### Zitierte Belege
Die Informationen dieses Artikels entstammen zum größten Teil den unter Literatur angegebenen Quellen, darüber hinaus werden folgende Quellen zitiert:
1. ↑  Crotalus transversus in der Roten Liste gefährdeter Arten der IUCN 2007. Eingestellt von: Flores-Villela, O. & Campbell, J.A., 2007. Abgerufen am 7. April 2008.